# Giro del Belgio 1925
Il Giro del Belgio 1925, quattordicesima edizione della corsa, si svolse in cinque tappe tra il 21 aprile e il 26 aprile 1924, per un totale di 1 321 km e fu vinto dal belga Denis Verschueren.

## Tappe
| Tappa  | Data      | Percorso            | km    | Vincitore di tappa | Leader cl. generale |
| ------ | --------- | ------------------- | ----- | ------------------ | ------------------- |
| 1ª     | 21 aprile | Bruxelles > Gand    | 272   | Denis Verschueren  |                     |
| 2ª     |           | Gand > Huy          | 262   | Denis Verschueren  |                     |
| 3ª     |           | Huy > Lussemburgo   | 267   | Denis Verschueren  |                     |
| 4ª     |           | Lussemburgo > Namur | 235   | Albert Jordens     |                     |
| 5ª     | 26 aprile | Namur > Bruxelles   | 289   | August Verdijck    | Denis Verschueren   |
| Totale | Totale    | Totale              | 1 321 |                    |                     |

## Dettagli delle tappe

### 1ª tappa
- Bruxelles > Gand – 272 km

Risultati
| Pos. | Corridore         | Squadra     | Tempo    |
| ---- | ----------------- | ----------- | -------- |
| 1    | Denis Verschueren | Wonder      | 9h18'54" |
| 2    | Cyriel Omeye      | Individuale | ?        |
| 3    | Maurice Dewaele   | Wonder      | ?        |

### 2ª tappa
- Gand > Huy – 262 km

Risultati
| Pos. | Corridore         | Squadra     | Tempo    |
| ---- | ----------------- | ----------- | -------- |
| 1    | Denis Verschueren | Wonder      | 9h32'50" |
| 2    | August Verdijck   | Automoto    | ?        |
| 3    | Joseph Pé         | Individuale | ?        |

### 3ª tappa
- Huy > Lussemburgo – 267 km

Risultati
| Pos. | Corridore         | Squadra  | Tempo     |
| ---- | ----------------- | -------- | --------- |
| 1    | Denis Verschueren | Wonder   | 10h55'50" |
| 2    | Maurice Dewaele   | Wonder   | ?         |
| 3    | August Verdijck   | Automoto | ?         |

### 4ª tappa
- Lussemburgo > Namur – 235 km

Risultati
| Pos. | Corridore         | Squadra     | Tempo    |
| ---- | ----------------- | ----------- | -------- |
| 1    | Albert Jordens    | Individuale | 9h10'13" |
| 2    | Denis Verschueren | Wonder      | ?        |
| 3    | August Verdijck   | Automoto    | ?        |

### 5ª tappa
- Namur > Bruxelles – 289 km

Risultati
| Pos. | Corridore         | Squadra  | Tempo     |
| ---- | ----------------- | -------- | --------- |
| 1    | August Verdijck   | Automoto | 11h18'11" |
| 2    | Maurice Dewaele   | Wonder   | ?         |
| 3    | Maurits Van Hyfte | Wonder   | ?         |

## Classifiche finali

### Classifica generale
| Pos. | Corridore         | Squadra        | Tempo      |
| ---- | ----------------- | -------------- | ---------- |
| 1    | Denis Verschueren | Wonder         | 50h02'40"  |
| 2    | Maurice Dewaele   | Wonder         | a 6'26"    |
| 3    | August Verdijck   | Automoto       | a 17'57"   |
| 4    | Maurits Van Hyfte | Wonder         | a 38'31"   |
| 5    | Cyriel Omeye      | Individuale    | a 57'13"   |
| 6    | Albert Jordens    | Individuale    | a 1.02'14" |
| 7    | Léon Braeckeveldt | Météore-Wolber | a 1h13'01" |
| 8    | Léon Despontin    | Météore-Wolber | a 1h15'58" |
| 9    | Joseph Jumet      | Météore-Wolber | a 1h38'43" |
| 10   | Joseph Marchand   | Individuale    | a 1h46'55" |